# Bénédict Gillès de Pélichy
Pour les articles homonymes, voir Gillès et Pélichy.
 (avril 2024).
Bénédict Gillès de Pélichy, né à Bruges le 17 juin 1885 et mort dans la même ville le 5 août 1928, est un homme politique belge. Il est maire de Snellegem (Flandre-Occidentale) de 1924 à sa mort en 1928.

## Biographie
Issu de la famille Gillès de Pélichy et de Gillès, le baron Bénédict Jean Marie Charles Ghislain Gillès de Pélichy est le plus jeune des trois fils du baron Alexandre Gillès de Pélichy (1844-1926) et de la baronne Savina van Caloen (1850-1921). Il est le petit-fils du baron Louis Gillès de Pélichy et le frère du baron Charles Gillès de Pélichy. Dom Gérard van Caloen, fondateur de l'abbaye de Zevenkerken, était son oncle.
Il passe la Première Guerre mondiale principalement dans sa maison Geerwijnstraat, à Bruges. Lui et sa famille vivent dans un château hérité de la famille le Bailly de Tilleghem. Lorsqu'il meurt, il est en mauvaise santé et n'a que quarante-trois ans.
En 1919, il devient échevin et en 1924 maire de Snellegem, jusqu'à sa mort, en 1928. Sa veuve lui succède comme bourgmestre de Snellegem, jusqu'en 1947. Il est aussi marguillier de la cathédrale Saint Sauveur de Bruges.

### Mariage et descendance
Il épouse à Bruges le 23 octobre 1907 la baronne Adrienne le Bailly de Tilleghem (Bruges, 13 septembre 1883 - Snellegem, 16 mars 1956) fille du baron Julien Le Bailly de Tilleghem et de Maria Michiels van Verduynen. Elle lui apporta en dot le château de Snellegem. Ils ont neuf enfants :
- Adrien Gillès de Pélichy (1909-1979), marié en 1930 avec Godelieve Fraeys de Veubeke (1910-2003), dont postérité ;
- Marie Gillès de Pelichy (1910-1983), mariée en 1932 avec Jacques de Laveleye (1906-1988), dont postérité ;
- Geneviève Gillès de Pelichy (1911-2003), mariée en 1932 avec le baron Yves de Brouwer (1907-1984), dont postérité ;
- Baron Jean Gillès de Pelichy (1913-2007), bénédictin et missionnaire au Zaïre ;
- Clotilde Gillès de Pelichy (1914-2014), mariée en 1938 avec José de Schietere de Lophem (1913-1996), maire d'Oedelem, dont postérité ;
- Baron Baudouin Gillès de Pélichy (1915-1997), maire de Snellegem, marié en 1937 avec Cécile della Faille de Leverghem (1906-2000), dont postérité ;
- Baron Daniel Gillès de Pélichy (1917-1981), avocat, romancier et biographe sous le nom de Daniel Gillès, marié en 1967 avec Simone Lambinon (1918-2004), dont postérité ;
- Baron Albert Gilles de Pelichy (1918-2000), marié en 1942 avec Edith de Brouwer (1921-2011), dont postérité ;
- Marguerite Gillès de Pelichy (1920-2004), religieuse bénédictine[2].